# Estoma (medicina)

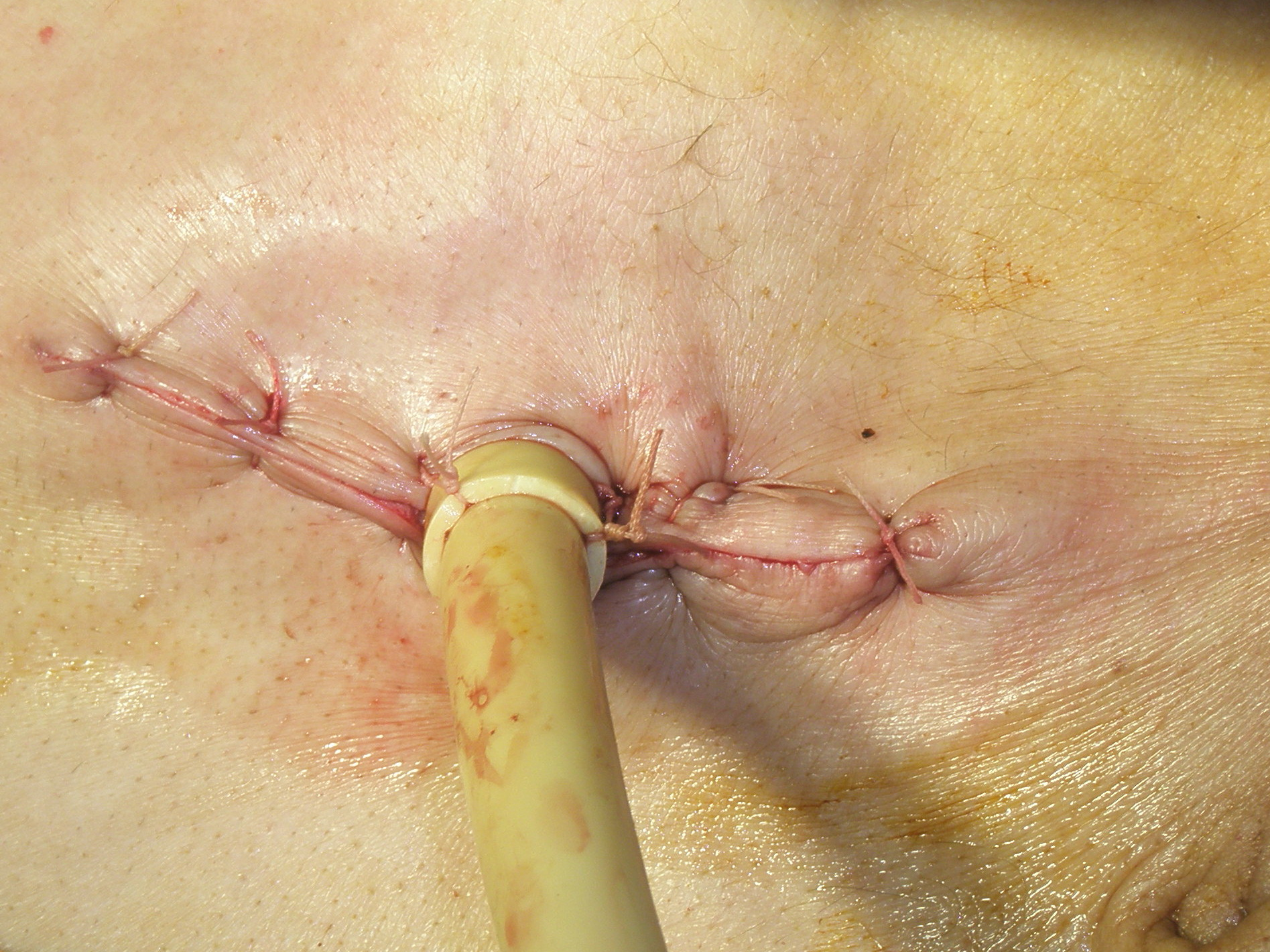
Gastrostoma

Un estoma (del griego stoma, pl. stomata, que traducido del koiné sería ‘boca’) es una abertura natural o quirúrgicamente creada, que une una parte de una cavidad corporal con el exterior. Los procedimientos quirúrgicos mediante los cuales los estomas son creados terminan en el sufijo «-ostomía», y comienzan con un prefijo que denota el órgano o el área que se opera.

## Características
En anatomía, un estoma natural es cualquier apertura en el cuerpo, como la boca. Cualquier órgano hueco puede ser convertido en estoma artificial si es necesario. Esto incluye al esófago, estómago, duodeno, íleon, colon, la pleura, los uréteres, la vejiga urinaria, y la pelvis renal.
Una forma conocida de estoma artificial es la colostomía, una apertura quirúrgicamente creada en el intestino grueso que permite la retirada de excrementos del cuerpo, evitando el recto, drenándose en una bolsa u otro mecanismo similar. La práctica histórica de trepanación era también un tipo de estoma.
En el campo de la anatomía, cuando se menciona un estoma se refiere a una parte parecida a una boca. En particular se relaciona con un procedimiento que implica al tracto gastrointestinal o al aparato digestivo. El tracto gastrointestinal comienza en la boca o la cavidad bucal y sigue hasta su terminación, la cual es el ano. Se recurre a este procedimiento quirúrgico por lo general como consecuencia y solución de una enfermedad en el tracto gastrointestinal. El procedimiento implica la bisegmentación del tubo, por lo general entre la parte distal del intestino delgado (íleon) y el intestino grueso o el colon, de ahí la colostomía, y la salida de los excrementos del cuerpo en la región abdominal.
El punto de salida de los excrementos es lo que se conoce como estoma. Para obtener un mayor éxito y reducir al mínimo efectos negativos, es preferible realizar este procedimiento lo más bajo en el tracto como sea posible, lo que permite realizar la máxima digestión natural posible antes de la eliminación de la materia fecal del cuerpo. El estoma por lo general está cubierto de una bolsa desprendible (adhesiva o mecánica) que recoge y contiene las heces para su eliminación posterior. Existen sistemas modernos de almacenamiento en bolsas que permiten a la mayor parte de los individuos reanudar sus actividades cotidianas y modos de vivir después de la cirugía, a menudo sin pruebas externas físicas del estoma o su bolsa.

## Historia
Es muy posible que los primeros estomas fueran fístulas fecales debido a heridas de guerra, traumas, hernias encarceladas, atresia ano rectal u obstrucción ano rectal.
Se pudo comprobar que la supervivencia tras estas intervenciones era posible, y en especial las de colon, y que debía ser necesario llevar al intestino a la superficie del cuerpo para que nunca cerrara y así este funcionara como ano.
La primera colostomía inguinal del lado izquierdo se atribuye a Duret, en el año 1793, debido al ano imperforado de un niño que sobrevivió hasta los 45 años de edad.
Él fue el primero en colocar una sutura a través del meso colon para sostener el intestino y evitar su retracción; esto mismo se continúa realizando a la fecha, especialmente cuando de trata de una ostomía en asa.
La colostomía transversa se le atribuye a Fine en 1797, en Génova, al descomprimir exitosamente una obstrucción por cáncer, extrayendo una asa del intestino y suturando el mesenterio a la piel.
Posterior a la necropsia, tres meses después, se encontró que lo que había exteriorizado era una asa del íleon, y desde entonces es lo que se indica para la descompresión del intestino dilatado. La primera ileostomía acompañada de resección del colon derecho por cáncer fue realizada en 1879 por Baum, en Alemania.
De la misma manera el 14 de noviembre de 1990, Joseph Uddo practicó un cierre de colostomía asistida por laparoscopía.
Como primera terapeuta enterostomal se encuentra Norma Gill, como técnica en estomas, no obstante ella no era enfermera, sino paciente portadora de una ileostomía.
En 1961, se reconoció en Estados Unidos como profesión.
En 1968, surge la primera Asociación de Terapeutas Enterostomales.
En 1992, se inaugura la primera Escuela de Enfermería en Terapia Enterostomal.

## Clasificación
Según su función
- - Alimentación
  - Eliminación
  - Respiratorias

Según su duración
- - Temporales
  - Definitivas

Según su construcción
- - Terminal
  - En cañón de escopeta
  - En asa

Por su forma
- - Planos
  - Normales
  - Protruidos

Por su sitio anatómico
- a) Anormal
  - Traqueotomía. Procedimiento quirúrgico para tratamiento de algunas enfermedades; como vía aérea para respirar
- b) Digestiva
  - 1. Nutrición
    - Gastrostomía
    - Yeyunostomía

  - 2. Eliminación
    - Ileostomía
    - Colostomía
    - Urinarias
    - Nefrostomía
    - Ureterostomía
    - Cistostomía
    - Ureteroileostomía o Conducto Ileal

## Ejemplos de estomas
- Dacriocistorrinostomía
- Entéricas:
  - Cecostomía
  - Colostomía
  - Duodenostomía
  - Ileostomía
  - Yeyunostomía
  - Apendicostomía
- Esofagostomía
- Gastrostomía
- Colecistostomía
- Coledocostomía
- Esclerostomía
- Toracotomía
- Traqueotomía
- Urostomía
  - Nefrostomía
  - Ureterostomía
  - Vesicostomía (cistostomía)

## Complicaciones
- Estenosis
- Isquemia/necrosis
- Hemorragia
- Infección/absceso
- Hernia paraestomal
- Retracción/prolapso
- Desequilibrio electrolítico
- Deshidratación
- Lesión Renal Aguda
- Hematoma/seroma
- Obstrucción
- Fístula
- Irritación de la piel

- Datos: Q911690
- Multimedia: Ostomies / Q911690